# Peter Godwin

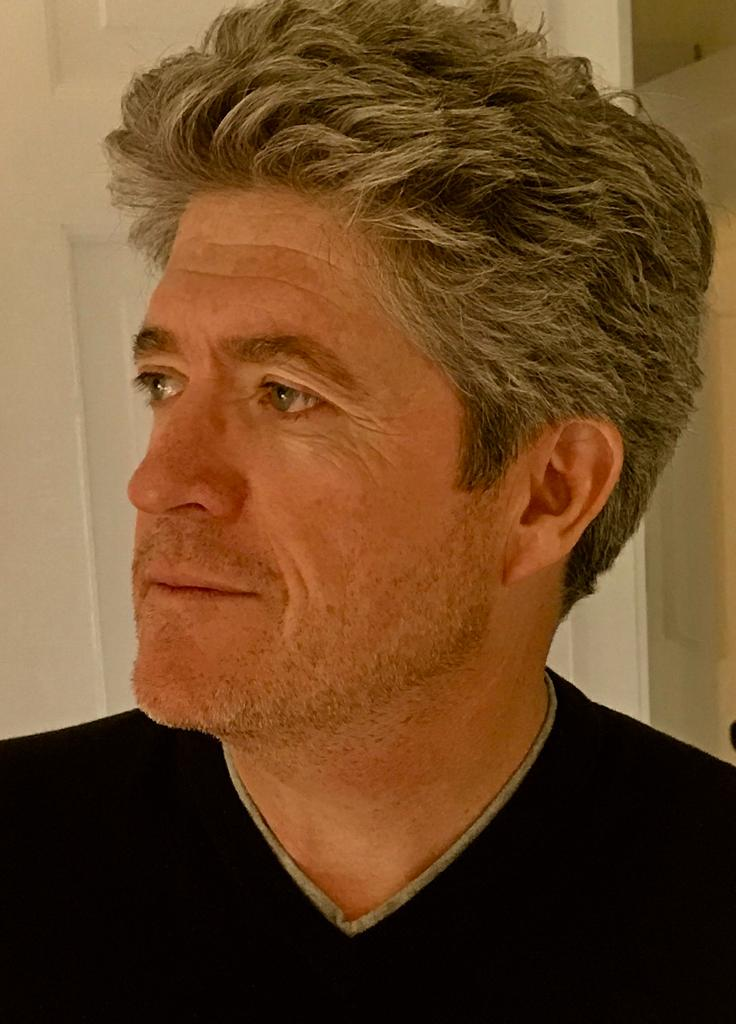

Peter Godwin, född 1957 in Sydrhodesia (idag Zimbabwe), är en före detta soldat och journalist. Han är av engelsk, polsk och judisk härkomst. Han har bland annat arbetet som utrikeskorrespondent för Sunday Times (i London) och som dokumentärfilmare för BBC TV. 
Godwin växte upp med sin familj i ett Rhodesia som styrdes av de vita. I ungdomsåren var han soldat i Rhodesian Army. Senare studerat han juridik vid Cambridge University och International Relations vid Oxford University.